# مورین دریک
 مورین دریک (انگلیسی: Maureen Drake؛ زاده ۲۱ مارس ۱۹۷۱) یک تنیس‌باز اهل کانادا است. 